# عبدالله الطفیل
عبدالله الطفیل (انگلیسی: Abdullah Al-Tofail؛ زادهٔ ۲۳ فوریهٔ ۱۹۹۲) یک ورزشکار اهل عربستان سعودی است.
از باشگاه‌هایی که در آن بازی کرده‌است می‌توان به باشگاه فوتبال الشعله عربستان سعودی اشاره کرد.